# 降胭脂树素
降胭脂树素（英語：norbixin）是一种有机化合物，化学式C24H28O4，可见于红木等物种。